# Monte Sumagaya
Monte Sumagaya es una montaña en la parte norte de la isla de Mindanao en las Filipinas. Se encuentra bajo el territorio jurisdiccional del municipio de Claveria. Se encuentra a una altitud de cerca de 2.248 metros (7, 375 pies) de altura.
Es parte de la Cordillera Central de Mindanao que se extiende desde Camiguin en el norte hasta Saranggani en el sur. La montaña tuvo un evento en su prominencia durante el accidente del Vuelo Cebu Pacific 387 en sus laderas en 1998, uno de los incidentes más mortales de la aviación en Filipinas.